# Юрель, Жюльетт
Жюльетт Юрель (фр. Juliette Hurel; род. 14 мая 1970, Осер) — французская флейтистка.
С отличием закончила Парижскую консерваторию. Лауреат ряда международных конкурсов, в 2004 году была номинирована на премию Виктуар де ля мюзик в номинации «Открытие года». С 1998 г. соло-флейтистка Роттердамского филармонического оркестра. Выступала и записывалась в ансамбле с такими исполнителями, как Юрий Башмет, Жан Гиэн Кейра, Шломо Минц, Эммануэль Паю, трио «Скиталец» и др.
В репертуаре Юрель много современной французской музыки, от Оливье Мессиана, Анри Дютийё, Андре Жоливе до Пьера Булеза, Паскаля Дюсапена, Филиппа Эрсана и Эрика Танги. В то же время она не чужда и более традиционному репертуару, от Баха до Дебюсси. Особенно высокую оценку получила осуществлённая Юрель запись концертов для флейты с оркестром Карла Филиппа Эммануэля Баха, о которой, в частности, журнал Gramophone писал:
Юрель исполняет их с технической уверенностью и отличным чувством стиля, в котором ограниченность использования вибрато — лишь один из положительных элементов. Этот род исполнения позволяет думать, что один из последних инструментов современности, сопротивлявшихся примирению с самим собой образца XVIII века, в конце концов приходит к умиротворению.